# Зелёный, Павел Александрович
Павел Александрович Зелёный (1839—1912) — украинский политик времён Российской империи, общественный деятель, писатель, статский советник, одесский городской голова в период 1897—1905 годов. Отец учёного-физиолога, ученика академика И. П. Павлова, Георгия Павловича Зелёного (1878—1951).

## Биография
Павел Зелёный родился в 1839 году (по другим данным — в 1840 году) в дворянской семье. Окончил юридический факультет Харьковского университета. Работал в канцелярии Херсонского генерал-губернатора. Некоторое время был судебным следователем в Бобринецком уезде. По работе Павел Зелёный посещал деревни уезда, знакомился с жизнью и бытом крестьян.
2 сентября 1865 года в Елисаветграде открылась земская управа. Павла Зелёного избрали гласным и членом управы. На собрании было провозглашено много речей, посвящённых значению внедрённой реформы и будущей деятельности. Среди выступавших был и первый секретарь земского собрания Павел Зелёный. По словам современника тех событий, Михаила Хороманского, провозглашение этой речи послужило в дальнейшем одной из причин неутверждения Зелёного головой управы, поскольку «губернские приспешники поспешили передать своему начальнику общее содержание речи, не поскупившись при этом на искажение и комментарии».
Кроме того, на сентябрьской сессии управы Зелёный подверг критике некоторые действия губернской власти, которые, по его мнению, наносили значительный экономический ущерб экономическим интересам земства. К тому же Зелёный часто в своих произведениях описывал те или иные беспорядки, а иногда писал саркастические эпиграммы на чиновников. Всё это послужило поводом, чтобы губернатор не утвердил Зелёного в должности председателя земской управы, это был первый такой случай в земской и административной практике Российской империи. Но когда губернатор ушёл с должности, Зелёный был утверждён председателем уездной земской управы, где он проработал 15 лет, и продолжал вести полемику с главой губернской земской управы Егором Касиновим. В воспоминаниях Хороманского сохранено свидетельство этой борьбы в виде литературных «пикетирований».
Он энергично отстаивал права самоуправления в интересах образования и оздоровления народа. Заботясь об образовании людей, Зелёный инициировал открытие в городе школ, училищ, благотворительных заведений. Положением о земских учреждениях 1864 года регламентировалось, что членами управы должны быть представители разных социальных слоёв: как дворяне-землевладельцы, так и крестьяне и горожане. На частных совещаниях перед баллотированием на должности членов Елисаветградской земской управы крестьяне заявили о своих претензиях на то, чтобы один из них был членом управы. Но представители «высших сословий» принципиально не соглашались с этим, мотивируя это тем обстоятельством, что «большинство из крестьянских гласных совсем неграмотные, а некоторые из них, которые умеют хоть как-то читать и писать, не могут соответствовать требованиям, предъявляемым к представителям уездной управы». После этого в результате заговора гласных-землевладельцев (ни один из них не стал баллотироваться) управа была выбрана в составе семи абсолютно неграмотных крестьян.
По инициативе Зелёного в 1870 году было открыто земское реальное училище. Он возглавил управление училища. Впоследствии он выступил инициатором открытия в городе публичной библиотеки. Свои мысли по назначению его состава Зелёный выразил в пространной статье, подчеркнув:

По моему мнению, г. Елисаветграду, по числу его жителей в целом и по количеству интеллигенции отдельности, числу учебных заведений, по географическому, торговому и другим положениям, положено иметь … именно публичную библиотеку, общественное книгохранилище … убеждён, что как только будет решён вопрос в пользу основания публичной библиотеки, то найдётся для неё у частных лиц немало взносов в виде книг, журналов, газет, брошюр и т. д. Найдётся немало … старинных различных документов, актов и прочего, что касается истории нашего южного края, которые с удовольствием пожертвуют библиотеке уже потому, что в ней они могут лучше сохраниться, чем в частных руках. Немало древних документов, полезных для истории края, найдётся, пожалуй, в архиве елисаветградской городской управы, где их легко могут потребить крысы.

Павел Зелёный опекался любительским театром, поддерживал дружеские отношения с братьями Тобилевичами, Кропивницким. Собрал более 2600 рублей добровольных пожертвований для основания в Каневе народной школы на могиле Шевченко, лучшим образом обставленную, созданную частными усилиями на пожертвования поклонников поэта и послал их брату поэта Варфоломею, но сбор средств был приостановлен властями. Варфоломей с согласия жертвователей использовал средства на строительство дома над Днепром рядом с могилой поэта. В одной половине помещения с 1883 года постоянно жил сторож, а во второй в 1889 году открыт первый музей Тараса Шевченко.
Активность земской управы проявилась и в организации в городе Общества Красного Креста, председателем комитета которого много лет был статский советник Пётр Ревуцкий. В годы русско-турецкой войны 1877—1878 годов при земской больнице под руководством врача местного госпиталя были открыты курсы для подготовки сестёр милосердия.

### Одесса
Переехав в 1877 году в Одессу, Зелёный постоянно отстаивал идеи самоуправления, участвовал в различных одесских общественных организациях. В должности городского головы Одессы много сделал в области народного образования, устраивал городские школы, читальни, он был защитником гласности и другом прессы, неоднократно высказывался в защиту украинского языка. Павел Зелёный поддерживал Одесское общество истории и древностей, действительным членом которого был избран 22 января 1899 года. Он пополнил многими изданиями и рукописными материалами библиотеку общества. Задокументировано, в частности, что он передал фотокопию с картины приятеля Шевченко, художника Виктора Ковалёва, «Последний совет в Запорожье 1775», оригинал которой находился в коллекции черниговского собирателя предметов украинской старины Василия Тарновского.
В декабря 1902 года администрация публичной библиотеки (ныне Одесская национальная научная библиотека) обратилась к Зелёному с ходатайством о том, чтобы вопрос о строительстве новой библиотеки был поставлен в первую очередь при реализации разрешённого займа в 10 миллионов рублей. Одесса тогда переживала тяжёлый финансовый кризис и вынуждена была взять этот заём. Несмотря на то, что вариантов использования займа было много, Зелёный согласился построить библиотеку и сам возглавил комиссию, которая организовывала и контролировала строительные работы. Он послал за границу городского архитектора Михаила Нештурху, чтобы тот изучил лучшие библиотечные сооружения Европы и разработал оптимальный проект библиотеки. Павел Зелёный был пылким книголюбом. Он регулярно дарил библиотеке книги, художественные произведения, рукописи. В 1904 году он передал 647 томов различных книг, среди которых много редких и ценных произведений на разных языках. Кроме книг, Зелёный передал библиотеке различные материалы по истории русского общества, а также материалы по культуре и истории. В середине апреля 1905 года Зелёный принял участие в закладке здания библиотеки. Выступая с речью, он возлагал большие надежды на молодёжь, говорил о выдающейся роли книги в жизни человечества:

… Мы присутствуем на очень маленьком, казалось бы, триумфе образования, однако триумф этот имеет большое значение — и не только для одного нашего города. Одесская городская публичная библиотека считается по объёму своего книгохранилища и по богатству содержания третьей библиотекой в России. По решению городской думы она будет иметь и собственно образцовое помещения. К сооружению его мы сейчас приступили. Дом должен украсить город в смысле архитектурном и одновременно это будет, несомненно, достопримечательность того, что мрачные времена исчерпываются и наступают лучшие времена … Я убеждён, что с сооружением особого дома для библиотеки по последнему слову, так сказать, библиотечно-архитектурной науки … библиотека получит больше сочувствия и поддержки, будет расширяться и совершенствоваться. Появятся жертвователи не только печатных изданий, но и жертвователи родственных документов и даже архивов, сохранить которые необходимо для истории не только города, но целого края и, возможно, для истории отечества …

В января 1905 года Зелёный внёс на обсуждение городской думы доклад, в котором настаивал на отмене царских циркуляров, запрещавших преподавания на украинском языке и предусматривавших недопущения украинских книг в библиотеки, на составлении отдельных пособий на украинском языке, на допущении малороссийских книг в школьные и народные библиотеки и вообще на отмене распоряжений 1863, 1876 и 1881 годов. Павел Зелёный присоединялся к тем, кто подписал адресованную в Петербург телеграмму «об отмене притеснений для малороссийской прессы». Он был среди тех, кто поддержал резолюцию земских и городских деятелей по вопросу «об украинизации школы». По инициативе Павла Зелёного было выделено 500 рублей на сооружение памятника Т. Г. Шевченко в Одессе. До смерти он оставался членом Петербургского благотворительного общества для распространения книг на украинском языке. Зелёный был одним из основателей в Одессе общества «Просвита». Он был членом его первого правления, избранного зимой 1906 года, поддерживал все мероприятия общества, помогал устраивать литературно-художественные вечера и чтения. По разрешению Зелёного в Одессе 23 ноября 1905 года прошёл первый в Российской империи митинг, участники которого требовали возвращения Украине отобранных у неё вольностей. Владел участком № 33 на улице Княжеской, где и проживал. Его врагам из среды местной администрации удалось подорвать престиж Зелёного среди городских гласных, и в 1905 году он покинул Одессу.
Павел Зелёный умер 15 (28) августа 1912 года в Ростове.

Лорд-мэр умел привлекать на службу лучших представителей третьего сословия, которые и воплощали в жизнь либеральные начертание руководителя городского хозяйства.

Был похоронен на Первом христианском кладбище. В 1937 году кладбище было разрушено, данные о перезахоронении Зелёного отсутствуют.

## Творчество
Павел Зелёный с университета начал литературную, этнографическую и журналистскую деятельность. Писал Зелёный на русском языке, хотя владел украинским, однако в то время на украинских землях не было ни одного украиноязычного периодического издания. Первые прозаические произведения Зелёного — «Рассказы Никиты Сливаева» — писатель Павел Мельников-Печерский оценил очень приветливо и помог опубликовать на страницах «Московского вестника». В то же время рассказы и народоведческие очерки молодого литератора появились в газете «Одесский вестник» и в «Черниговском листке», который редактировал поэт Леонид Глебов. Опубликованы под псевдонимом П. Сонин.
Уже переехав в Одессу, он приобрёл типографию Ульриха в Красном переулке, рядом с Дерибасовской, и взял на себя редактирование старейшего в причерноморском крае журнала — «Одесского вестника». Павел Зелёный предоставил газете выразительное украиноведческое содержание. Редактор стремился привлечь к участию в газете лучших украинских писателей и общественных деятелей: Михаила Драгоманова, Сергея Подолинского, Александра Кониского, Михаила Павлика, Леонида Глебова, Михаила Старицкого. Он отправил во Львов выпускника Одесского университета Евгения Борисова со специальным заданием подать реалистичную картину духовной жизни Галичины и вскоре опубликовал цикл его «Писем из Австрии», в которых содержались рассказы о редактируемых Иваном Франко журналах «Общественный друг», «Молот», «Колокол», об отдельных произведениях этого писателя, о преследовании его цесарской властью. Вот как он говорил о положении украинского языка в Российской империи:
… Мы отстаиваем допуск малороссийской литературы и открытого употребления малороссийского языка … Удивительно, наконец, что малороссийский язык почему-то считается будто вредным в то время, когда фактически существуют и юридически признаны литературный польский, татарский, еврейский, немецкий, грузинский, армянский и др.
Благодаря Павлу Зелёному театроведы узнали о неизвестном ранее фельетоне Карпенко-Карого «Сказка». Его драматург прислал редактору «Одесского вестника» ещё в 1884 году, но произведение Ивана Карповича не прошло из-за цензуры. Так и пролежал он в архиве редакции почти 90 лет, пока его там не разыскал маститый одесский краевед Григорий Зленко. Фельетон подписан псевдонимом Неплюй, и если бы не сопроводительное письмо И. Тобилевича к Зелёному, то на эту рукопись так никто, возможно, не обратил бы внимания. В 1884 году Павел Зелёный покинул «Одесский вестник».
Уйдя с должности городского головы, Павел Зелёный, который был уже в преклонном возрасте, сосредоточился на литературной работе. Из-под его пера вышли «Воспоминания о южнорусских погромах 1881 года», помещённые в первом томе «Еврейской старины» за 1909 год, мемуарные заметки «В последних пяти годах крепостного состояния», представленные в четвёртом томе сборника «Великая реформа», вышедшем в 1911 году, ряд других материалов.
Редакторская деятельность Зелёного в Одессе принесла ему только славу честного литературного работника и много терний: ему приходилось вести тяжёлую борьбу за свои взгляды и вровень с тем испытывать большие материальные потери.